# Shelly Masi
Pour les articles homonymes, voir Masi.
Shelly Masi, née le 14 mai 1977 à Rome, est une primatologue italienne spécialiste des gorilles, plus particulièrement des gorilles de l'Ouest.

## Jeunesse et formation
Jusqu'à l'âge de huit ans, Shelly Masi vit en Afrique. Elle y côtoie de nombreux animaux et apprend à les apprécier. À cette époque, toutefois, elle ne s'intéresse pas aux singes, qu'elle considère comme trop proches de l'Homme et qu'elle estime « méchants »,. C'est en regardant un documentaire sur les gorilles, plus précisément en voyant un spécimen caresser un caméléon, qu'elle devient passionnée par les grands singes.
Elle étudie initialement à l'université de Rome « La Sapienza »,. Elle suit également un cursus à l'université de Leipzig.

## Activités de recherche
À vingt-trois ans, en 2000, elle part pour l'Afrique centrale où elle passe jusqu'à dix-huit mois consécutifs sur le terrain, sans eau courante, presque sans communication, pour étudier les gorilles de l'Ouest,. À partir de 2001, elle s'intéresse plus particulièrement au groupe de Makumba, un gorille au dos argenté vivant en République centrafricaine, dans le parc national Dzanga-Ndoki. La phase d'habituation des singes à l'équipe d'observation est très longue, jusqu'à huit années. Les premiers temps, les animaux sont effrayés par les humains et s'enfuient en criant. Dans une seconde phase, ils réagissent en chargeant les intrus à grande vitesse en déviant au dernier moment ; mais l'observateur ne doit pas bouger. Durant les huit années d'acclimatation, trois cas de morsure d'humains par des gorilles sont recensés dans l'équipe de Shelly Masi,.
L'observation menée par Shelly Masi et son équipe permet notamment la mise en évidence d'une communication vocale spécifique concernant la nourriture, son emplacement et son abondance.
Shelly Masi mène également des recherches sur des gorilles au Congo. 
Installée en France depuis 2008, elle est maîtresse de conférences au Muséum national d'histoire naturelle de Paris au sein de l’unité éco-anthropologie depuis 2013,,.
En juin 2016, malgré la présence de l'équipe d'observation humaine, un braconnier s'approche à proximité des gorilles et tue un mâle adolescent avant de tenter de tirer sur le père de celui-ci.